# バウビオロギー
バウビオロギーとは、健康や環境に配慮した建築について考える学問。語源は、それぞれドイツ語の「建築（バウ）」、「生命（ビオ）」、「学問（ロゴス）」を組み合わせた造語。日本語では「建築生物学」と訳されている。
バウビオロギーを企画実践する人の定義とは
企画者（建築家）自らが大工職人（マイスター）となり、「思想（企画）」「計画（設計行為）」「生産（施工）」「生活」全プロセスにわたり参加し家を建てることであり
近代の細分化された建築生産構造に一石を投じ、もうひとりの作り手（施主建築主、すまうひとびと）の手中に取り戻す行為である。（建築環境論ー岩村和夫＜項目「建築行為の全体性」より抜粋＞
1960年代にドイツで生まれ、そのご欧米に広がる。日本では1990年代に紹介された。2005年3月には石川恒夫らにより「日本バウビオロギー研究会」が発足した。